# Vista de Paestum
Vista de Paestum (Manada de búfalos) es una pintura realizada en 1851 por el pintor francés Jean-Léon Gérôme. Esta pintura al óleo sobre lienzo de 65 x 81 cm   representa una manada de búfalos de agua refrescándose frente a los dos antiguos templos de Hera en Paestum.

## Historia
En 1843, Gérôme viajó a Italia con su maestro Paul Delaroche. Visita las antiguas ruinas de Pompeya y las de la ciudad de Paestum. En 1847 realizó dibujos preparatorios. Presentó una primera versión de la obra en el Salón de París de 1849 y una segunda versión en el Salón de 1852. Allí recibió elogios de los hermanos Goncourt. La obra aparece como un auténtico manifiesto del movimiento neogriego, al estilo de Jóvenes griegos presenciando una pelea de gallos.
Según Gerald Ackerman, la versión presentada en 1849 no contiene un rebaño en primer plano. En su versión de 1851, cambia la perspectiva y deja más espacio para el cielo. El cuadro formó parte de la colección Moreau-Nélaton hasta su venta en mayo de 1900 a una colección privada francesa. Henri de Lacretelle escribe: "Las líneas arquitectónicas del templo están representadas con la claridad de la fotografía".
En su primer boceto inacabado de 1847, la composición es casi idéntica a la versión de 1851: La fachada oriental del templo de Hera da a una charca en la que van a bañarse los búfalos dibujados con tiza negra. En esta primera versión, Gérôme esboza dos garzas a la derecha que no incluyó en ninguna de sus otras vistas.

El lienzo está firmado y fechado abajo a la izquierda en el borde del estanque: J. L. GEROME y 1851 en 2 líneas.

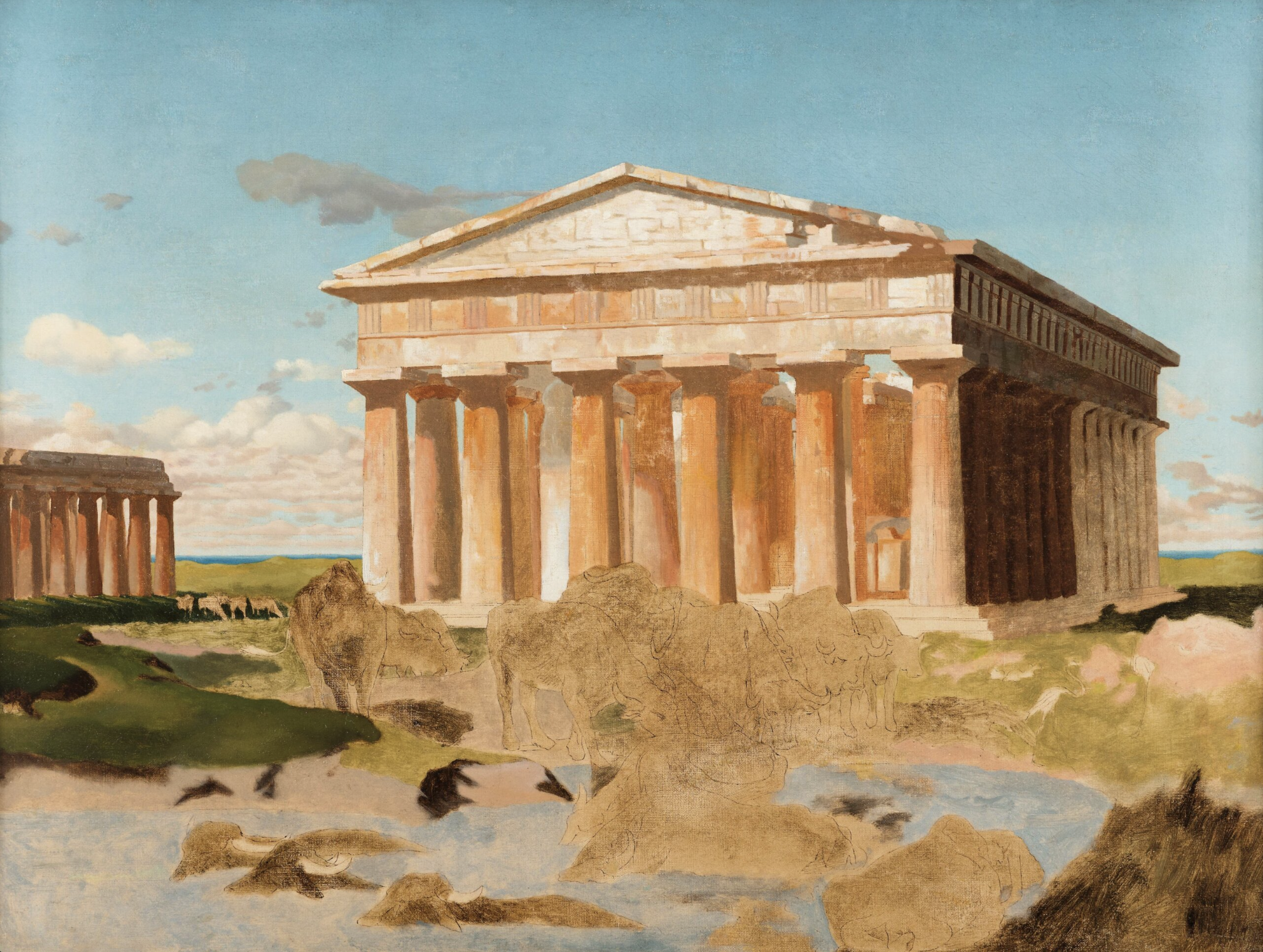
Boceto del museo de La Roche-Sur-Yon (58,5 x 78 cm).
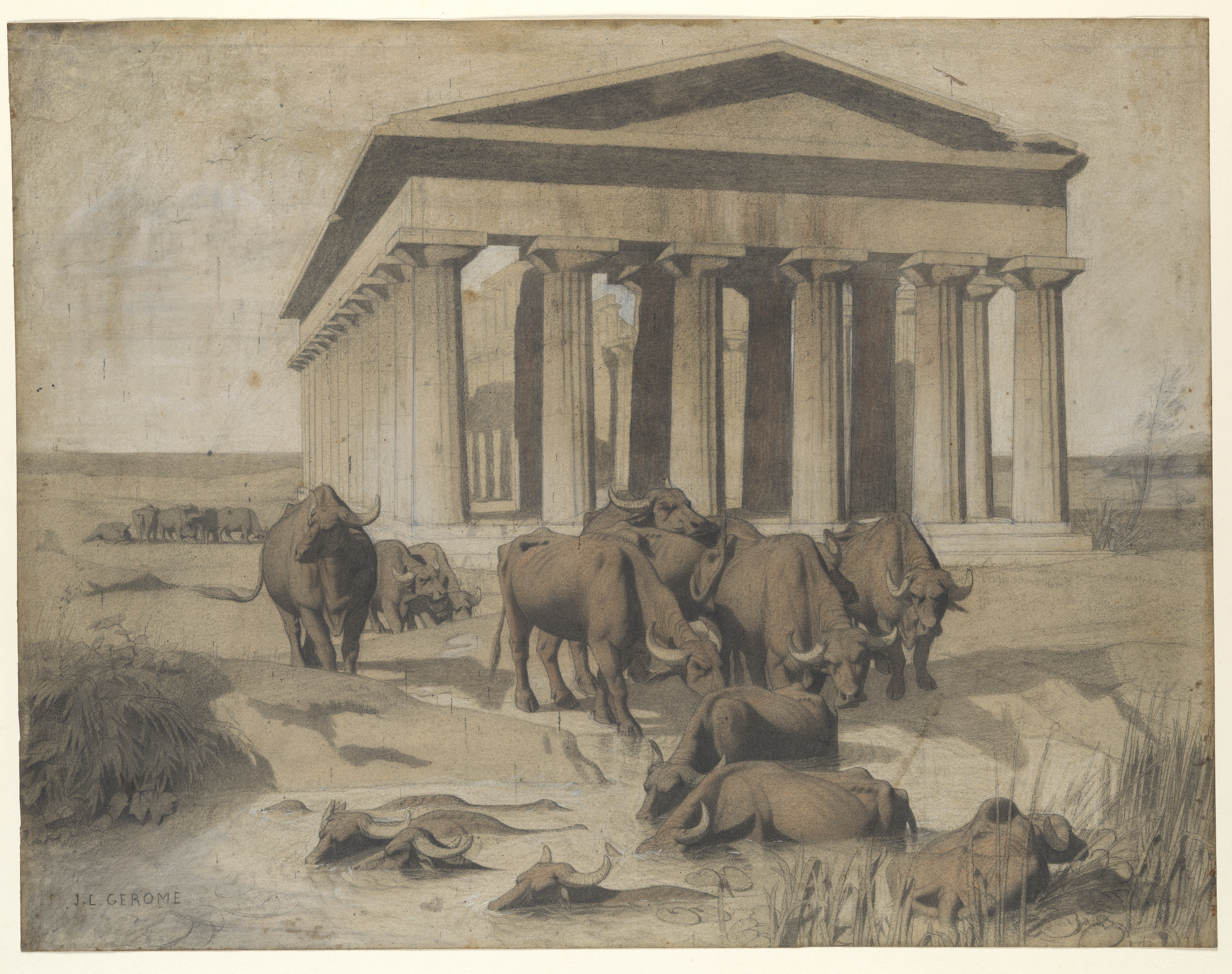
Dibujo en el Museo Metropolitano de Arte (46,6 x 60,1 cm).
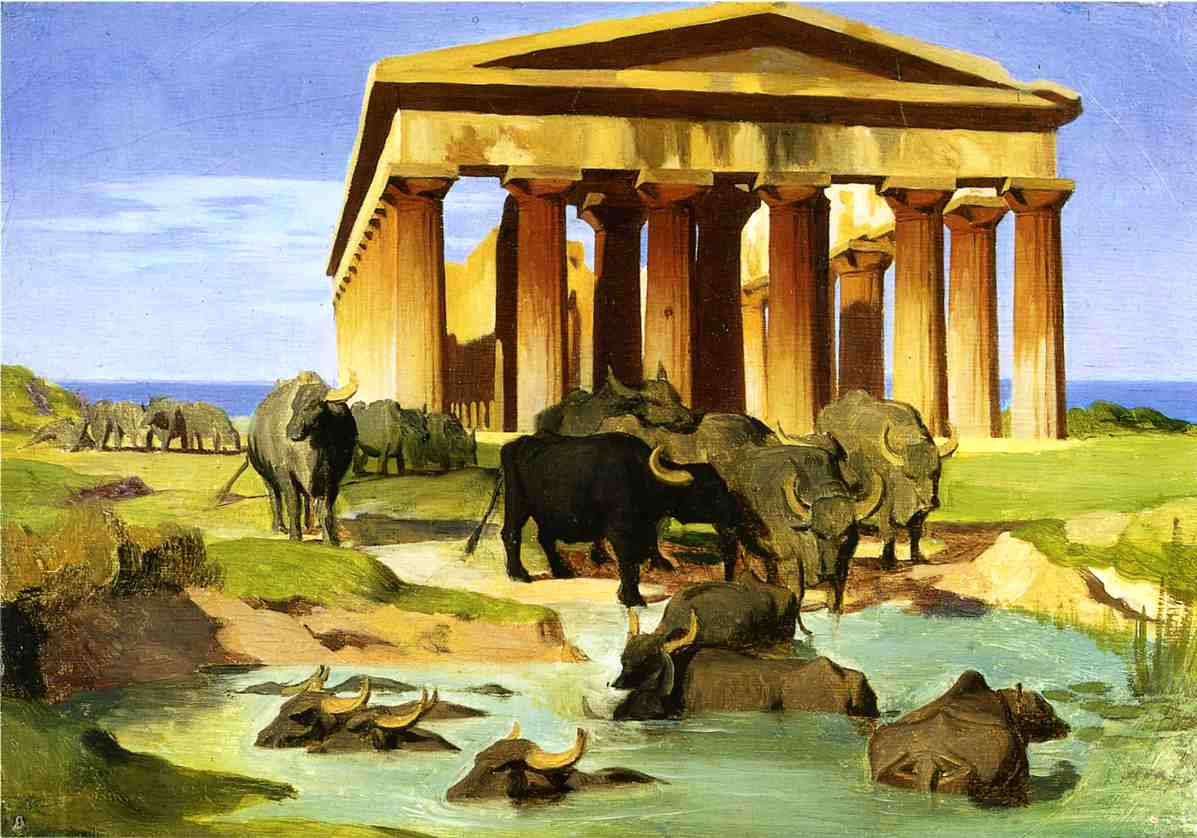
Estudio (18,5 x 27 cm).
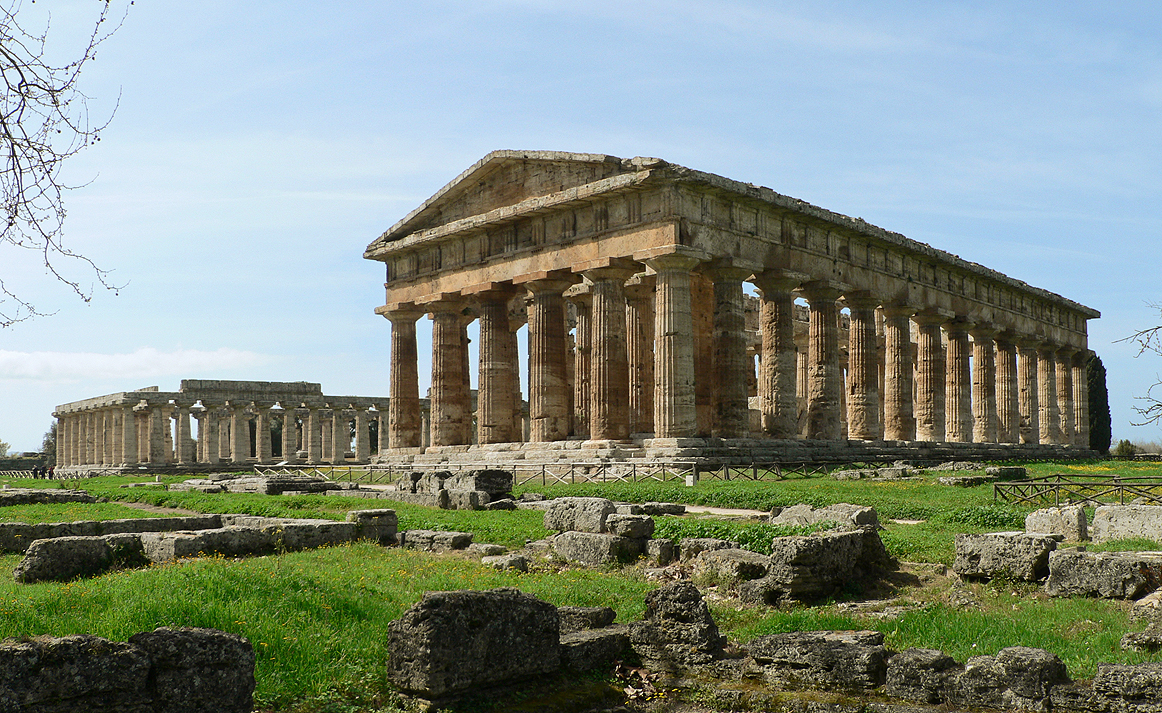
Fotografía de los templos de Hera.